# Vera C. Koin

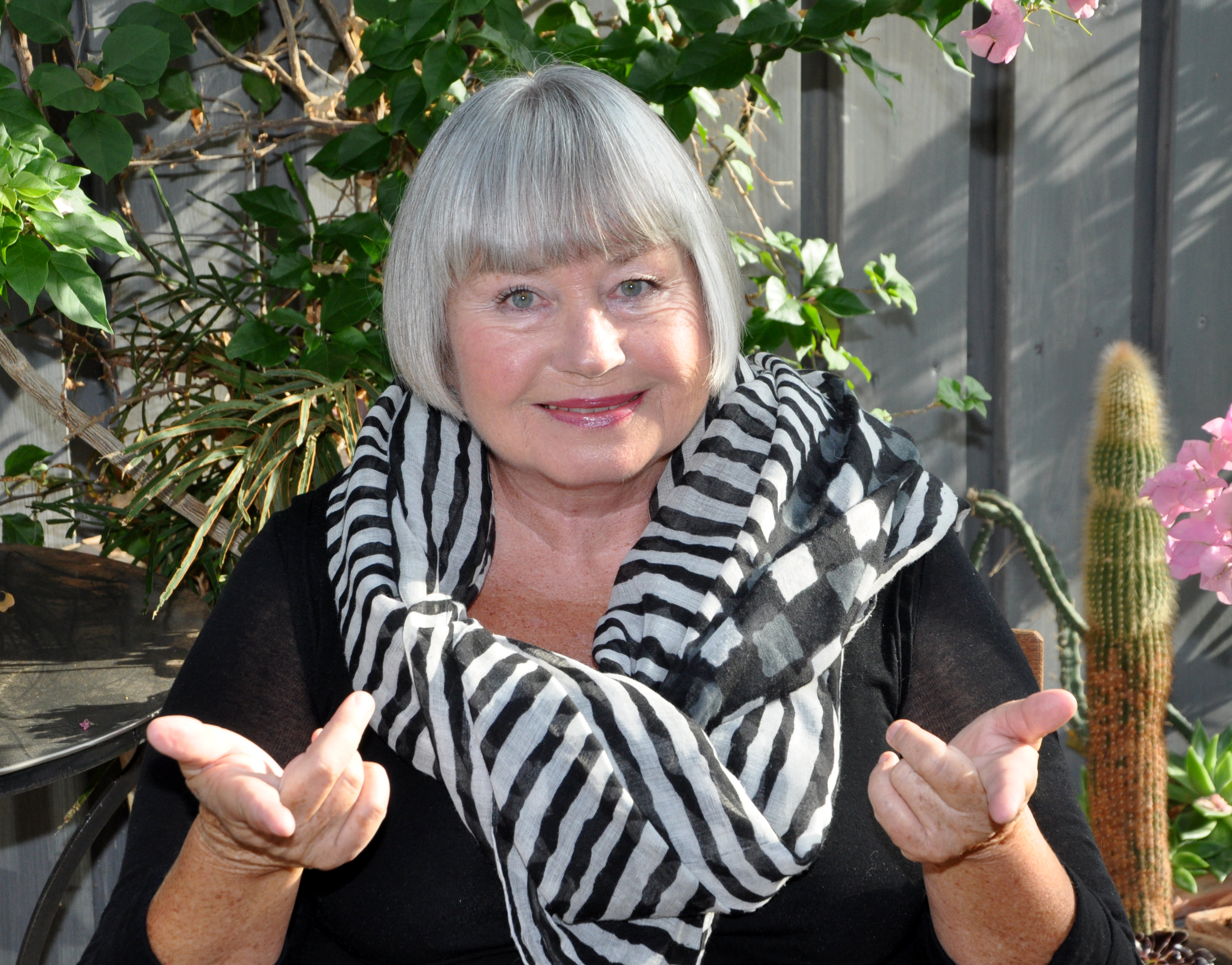
Vera C. Koin

Vera C. Koin, geborene Veronika Zellner, (* 17. Februar 1946 in Fürth; eigentlicher Name: Veronika Priesner) ist eine deutsche Professorin für Elementare Musikpädagogik und Autorin. Sie schreibt Romane für Kinder, Kurzgeschichten, Opernlibretti und Gedichte.

## Biografie
Die ersten Lebensjahre verbrachte Vroni Priesner in Puschendorf und in einer Notunterkunft in Fürth. In ihrer Grundschulzeit wohnte sie mit den Eltern und ihrer jüngeren Schwester in Rosenheim, wo ihnen der Lehrer und Autor Otfried Preußler vor deren Veröffentlichung aus seinen Büchern vorlas. Dies inspirierte sie zu ihrer späteren Tätigkeit als Kinderbuchautorin. Priesner Vater, ein Bankkaufmann, wurde 1960 Finanzdirektor des Europarats und zog mit der Familie nach Paris. Priesner besuchte dort eine internationale Schule mit Unterricht in französischer Sprache.
Priesner studierte zunächst Lehramt für Grundschulen. Von 1968 bis 1972 arbeitete sie als Lehrerin. 1972 bekam sie ein Stipendium für das Studium der Elementaren Musik- und Tanzerziehung am Mozarteum in Salzburg. 1979 wurde sie beauftragt, am Meistersinger Konservatorium in Nürnberg einen neuen Studiengang aufzubauen: die Elementare Musikpädagogik (zunächst Elementare Musikerziehung benannt). Von 1976 bis 1985 war Priesner Mitglied des Bamberger Ensembles für Alte Musik. Mit dieser Formation produzierte sie Schallplatten, gab Konzerte im In- und Ausland und trat im Rundfunk auf. 1986 gründete sie das „Petit Ensemble“, spezialisiert auf Musik des Hochbarock und der Frühklassik. Sie leitete das Ensemble und konzertierte als Block- und Traversflötistin.
2007 wurde sie zur Professorin für Elementare Musikpädagogik an der Hochschule für Musik Nürnberg berufen. Überlappend mit dem Eintritt in den Ruhestand 2010 schrieb Vroni Priesner ihr erstes Kinderbuch im Buchecker Verlag (Treuchtlingen). Unter dem Pseudonym Vera C. Koin veröffentlichte sie in kurzer Zeit Kinderbücher, zahlreiche Kurzgeschichten in Anthologien und Beiträge in Gedichtsammlungen.
Priesner lebt in Nürnberg.

## Werke

### Kinderbücher
- Grüngesicht. Buchecker Verlag, Treuchtlingen, März 2011, ISBN 978-3-936156-24-9.
- Kauderwelsch und Kuddelmuddel. edition zaubernuss, Nürnberg, Juli 2012, ISBN 978-3-00-038677-0.
- Arco und das Geheimnis des Klangs. net-Verlag, 2012, ISBN 978-3-942229-83-8.
- Maries wunderbare Zeitreisen. Fantasyroman, net-Verlag, 2013, ISBN 978-3-942229-83-8.
- Konrad und Muzzy – Das Monster aus der Ritterrüstung. edition zaubernuss, Nürnberg, 2013, ISBN 978-3-00-043033-6.
- Incantabilis. Fantasyroman, net-Verlag 2013, ISBN 978-3-944284-27-9.
- Pippolino & Co. Tierisch komische Geschichten – erzählt vom witzigsten, tapfersten und klügsten Mäuserich aller Zeiten. net-Verlag 2014, ISBN 978-3-95720-034-1.
- Fairy Tale. Von guten und bösen Feen und anderen zauberhaften Wesen, edition zaubernuss, Nürnberg, 2014, ISBN 978-3-00-046185-9.
- Arion aus dem All. Sperling Verlag, 2014, ISBN 978-3-942104-26-5.
- Die Sache mit Hylarion Pipidon. edition zaubernuss, Nürnberg, 2015, ISBN 978-3-00-048752-1.
- Die geheimnisvolle Bücherwelt des Jodokus Kriegelstein. net-Verlag 2015, ISBN 978-3-95720-126-3.
- ... immer dem Mond entgegen. edition zaubernuss, Nürnberg, 2015, ISBN 978-3-00-051640-5.
- Dinxbünxe. edition zaubernuss, Nürnberg, 2016, ISBN 978-3-9817959-0-5.
- Alles Quatsch! Die langweiligste Geschichte der Welt? edition zaubernuss, Nürnberg, 2016, ISBN 978-3-9817959-1-2.
- Vom Hai, der nicht singen wollte. edition zaubernuss, Nürnberg, 2017, ISBN 978-3-9817959-2-9.
- Mammutzahn und Bärenklaue. net-Verlag, Nürnberg, 2017, ISBN 978-3-95720-211-6.
- Die Blaumaus. edition zaubernuss, Nürnberg, 2017, ISBN 978-3-9817959-3-6.
- Geheimsache Elster. edition zaubernuss, Nürnberg, 2017, ISBN 978-3-9817959-4-3.
- Vom Haus, das eines Tages fortlaufen wollte. edition zaubernuss, Nürnberg, 2017, ISBN 978-3-9817959-5-0.
- Die Kinder von Burg Wolfenstein. net-Verlag, 2018, ISBN 978-3-95720-250-5.
- Vom Winzling, der aus dem Papier sprang. edition zaubernuss, Nürnberg, 2018, ISBN 978-3-9817959-7-4.
- Selmas wundersame Tag- und Nachtgeschichten. edition zaubernuss, Nürnberg, 2019, ISBN 978-3-9817959-6-7.
- Frau Elster in neuer Mission. edition zaubernuss, Nürnberg, 2019, ISBN 978-3-9817959-8-1.
- 26 Zauberzeichen. edition zaubernuss, Nürnberg, 2019, ISBN 978-3-9817959-9-8.
- Mümmel, Bella Bärenstark und der kleine Ritter, der nicht kämpfen wollte. edition zaubernuss, Nürnberg, 2019, ISBN 978-3-9821385-1-0.
- ... wenn Weihnachten wird. edition zaubernuss, Nürnberg, 2019, ISBN 978-3-9821385-0-3.
- flügelsanft und wolkenleise, Märchen – erzählt auf unsere Weise. edition zaubernuss, Nürnberg, 2020, ISBN 978-3-9821385-2-7.
- Prinzessin Bohnenstroh von Nirgendwo. edition zaubernuss, Nürnberg, 2020, ISBN 978-3-9821385-3-4.
- Das Quartett der schwimmenden Hüte. edition zaubernuss, Nürnberg, 2020, ISBN 978-3-9821385-4-1.

### Kurzgeschichten/Anthologien
- Der Ritter Heinrich von Löffelgut. Anthologie „Blaublütig“, Sperling Verlag, Juli 2012, ISBN 978-3-942104-13-5.
- Besucher aus dem Schattenreich. Anthologie „Schaurige Geschichten 2012“ piepmatz Verlag, Oktober 2012, ISBN 978-3-942786-17-1.
- Herr Mönkemeier bekommt zweimal Besuch und regt sich auf. Anthologie „Weihnachten für Kinder“, net-Verlag, 2012, ISBN 978-3-942229-85-2.
- Was der alte Teppich einen Tag vor Weihnachten im Salon erlebte. LeseBlüten Weihnachtszauber 2012, ISBN 978-3-942786-19-5.
- Was Kater Felix in der Nacht erlebte. Anthologie „Erlebnisse mit Tieren“, net-Verlag, 2013, ISBN 978-3-942229-94-4.
- Die Rübenschleuder. Anthologie „Bunte Lesestunde für Senioren“, Wendepunkt Verlag, 2013, ISBN 978-3-942688-53-6.
- Gestatten, mein Name ist Sotiris. Anthologie „Die Wächter“. Sperling Verlag, 2013, ISBN 978-3-942104-23-4.
- Die Geschichte von Jorinde und Joringel. Anthologie „Alte Märchen – und doch neu“, net-Verlag 2013, ISBN 978-3-944284-08-8.
- Prinzessin Schlappohr und die böse Fee Amaleficia. Anthologie „Gute Fee-Böse Fee“, net-Verlag 2013, ISBN 978-3-944284-25-5.
- Hinter dem Spiegel. Anthologie „Kalter Hauch“, Sperling Verlag, 2014, ISBN 978-3-942104-27-2.
- Max und die kleinen Traumbringer. Anthologie „Liebliche Wesen - ein Traum“, net-Verlag 2014, ISBN 978-3-944284-41-5.
- Mary Maus und die Müllbande. Sammlung „Theaterstücke für Kinder“, net-Verlag 2014, ISBN 978-3-95720-040-2.
- Prinzessin Gans. Anthologie „Tiermärchen“, Sperling Verlag, 2014, ISBN 978-3-942104-28-9.
- Die Rache der Hagazussa. Anthologie „Gruselmärchen“, Sperling Verlag, 2015, ISBN 978-3-942104-30-2.
- Lauf und töte. Anthologie „Untot“, Sperling Verlag, 2015, ISBN 978-3-942104-32-6.
- Die Stadt ohne Bücher. Anthologie „Das Mädchen mit dem roten Koffer“, net-Verlag 2015, ISBN 978-3-95720-123-2.
- (R)ausgefallen. Anthologie „Das Mädchen mit dem roten Koffer“, net-Verlag 2015, ISBN 978-3-95720-123-2.
- Fidibus der Glücksdrache. Anthologie „Reiseabenteuer des Drachen“, net-Verlag 2016, ISBN 978-3-95720-160-7.
- Das Geheimnis der Roarvikbucht. Anthologie „Mystische Geisterschiffe“, net-Verlag 2016, ISBN 978-3-95720-172-0.
- Feenkleider. Anthologie „Elfentanz und Feenstaub“, Sperling Verlag 2016, ISBN 978-3-942104-70-8.
- Als ein Weihnachtswichtel die Plätzchen der Oma klaute. Anthologie „Der Weihnachtsmann war´s“, net-Verlag 2016, ISBN 978-3-95720-175-1.
- Nie wieder Winter?. Anthologie „Wintermärchen“, Sperling Verlag, 2016, ISBN 978-3-942104-71-5.
- Mord in ... Marrakesch. Anthologie „Und wieder mal Krimis“, net-Verlag 2017, ISBN 978-3-95720-208-6.
- Killing me softly. Anthologie „Dramatische Drinks“, net-Verlag 2017, ISBN 978-3-95720-190-4.
- Die Reise ihres Lebens. Anthologie „So schön die Nacht“, piepmatz Verlag, 2018, ISBN 978-3-942786-26-3.
- Sieh dich nicht um. Anthologie „Grenzgänger“, Sperling Verlag, 2018, ISBN 978-3-942104-78-4.
- Der Garten der steinernen Jünglinge. Anthologie „Liebesmärchen“, Sperling Verlag, 2018, ISBN 978-3-942104-76-0.
- Franziska im wilden Kurdistan. Anthologie „Genau so ist es passiert ...“, net-Verlag 2018, ISBN 978-3-95720-202-4.
- Eine Reise im Traumschiff. Anthologie „Traumhelfer“, net-Verlag 2018, ISBN 978-3-95720-253-6.
- Killing me softly. Anthologie „Geschichten, die wir erzählen“, net-Verlag 2019, ISBN 978-3-95720-261-1.
- Heut sind alle Geister wach. Anthologie „Es geschah zu Halloween“, net-Verlag 2019, ISBN 978-3-95720-254-3.
- Winselnde Wilma und Co. Anthologie „Unglaubliche Beobachtungen in der Nachbarschaft“, net-Verlag 2019, ISBN 978-3-95720-259-8.
- Der Bücherfresser. Anthologie „Zwischen Licht und Dunkelheit“, Sperling Verlag, 2019, ISBN 978-3-942104-80-7.
- Von Faultieren und revolutionären Umtrieben. Anthologie „Witziges aus dem Schulalltag“, net-Verlag 2020, ISBN 978-3-95720-262-8.
- AtmospHAIR. Anthologie „Friseurgeschichten“, net-Verlag 2020, ISBN 978-3-95720-274-1.
- Was ist mit dem Wolf?. Anthologie „Was damals wirklich geschah“, Sperling Verlag, 2020, ISBN 978-3-942104-81-4.
- Ungel(i)ebt. Anthologie „Geschichten zum Bild Teil 3“, net-Verlag 2020, ISBN 978-3-95720-280-2.
- Löwen sind nicht witzig. Anthologie „Sterne angeln“, Sperling Verlag, 2020, ISBN 978-3-942104-82-1.
- Herr Anderson spielt Saxophon. Anthologie „Lebendige Noten“, net-Verlag 2020, ISBN 978-3-95720-298-7.
- Am Montag um sieben. Anthologie „Mit 50 ist alles anders“, net-Verlag 2021, ISBN 978-3-95720-302-1.

### Lyrik/Opernlibretti
- tanz. Lyrikband „Windfänger“, Sperling Verlag, Oktober 2012, ISBN 978-3-942104-16-6.
- val di sogno. Lyrikband „An Tagen wie diesen“, Sperling Verlag, Oktober 2013, ISBN 978-3-942104-24-1.
- verstummte realität. Lyrikband „Asphaltgeflüster“, Sperling Verlag 2014, ISBN 978-3-942104-29-6.
- ekstatischer Tanz und acht weitere Gedichte. Lyrikband „Leseblüten - Lyrische Werke 11“, Piepmatz Verlag 2015, ISBN 978-3-942786-20-1.
- Eine Spur nur. Lyrikband „ZeitLos“, Sperling Verlag 2015, ISBN 978-3-942104-33-3.
- freiheitsmühsal. Lyrikband „Neue Wege“, Sperling Verlag 2016, ISBN 978-3-942104-34-0.
- felsgebilde. Lyrikband „MoNUmente“, Sperling Verlag 2017, ISBN 978-3-942104-72-2.
- Das Meer. Anthologie „So schön die Nacht“, piepmatz Verlag, 2018, ISBN 978-3-942786-26-3.
- Dämonen der Vergangenheit. Anthologie „So schön die Nacht“, piepmatz Verlag, 2018, ISBN 978-3-942786-26-3.

- Libretto zu „... war ein eigensinnig Kind“. Komponist: Volker Blumenthaler, 2015.
- Libretto zu „Pontormos Schatten“. Komponist: Volker Blumenthaler, 2018.

### Musikpädagogische Fachliteratur
- Welche Möglichkeiten bietet der musische Bereich für die Gestaltung des Schullebens? In: K. Breslauer, W. Engelhardt (Hrsg.): Schulleben – Chance oder Alibi? Hannover 1979.
- mit W. Spindler: Musik- und Bewegungserziehung. Ausgearbeitete Unterrichtsbeispiele für Vorschule und Grundschule. Kulmbach 1980.
- Farbe, Form und Schall. Materialien in der Elementaren Musik- und Bewegungserziehung. Kulmbach 1983.
- mit U. Volkhardt: Die kleine Zauberflöte. Spielerischer Anfang auf der Blockflöte. Nürnberg 1988.
- mit U. Volkhardt: Die kleine Zauberflöte. Das Blockflötenkonzept für den Klassen- und Gruppenunterricht. Wilhelmshaven 2011.
- mit D. Hamann: Auf der Suche nach dem Künstlerischen. in Gestaltungsprozessen der Elementaren Musikpädagogik In: J. Ribke, M. Dartsch: Facetten Elementarer Musikpädagogik, Erfahrungen, Verbindungen. Hintergründe. Regensburg 2002.
- mit D. Hamann: Unterricht gestalten. Wege zu phantasievollen Konzepten für die Musikalische Früherziehung. Hersbruck 2003.
- „Schabernack“ – eine Opernminiatur für kleine und große Leute. Vom Spiel mit Laut – Geste – Klang zur gestalteten Szene. In: J. Ribke, M. Dartsch: Gestaltungsprozesse erfahren, lernen. lehren. Regensburg 2004.
- mit D. Hamann: Laut, Geste, Klang. Räume öffnen in elementaren musikalischen Gestaltungsprozessen. Hersbruck 2004.
- bewegung(S)forme(L)n – Tänze gestalten mit Kindern, Jugendlichen, Erwachsenen. Hersbruck 2005.
- mit D. Hamann und M. Salb: Song ding zirbeldi bu. Lieder gestalten. Nürnberg 2006
- Spiel-Räume elementarer Musikpraxis. Nürnberg 2010.
- mit D. Hamann, M. Forster und M. Utasi: Hören kann fantastisch sein. In: C. Meyer, B. Stiller, M. Dartsch: Musizieren in der Schule. Modelle und Perspektiven der Elementaren Musikpädagogik. Regensburg 2010.